# Confessions of Boston Blackie
Pour plus de détails, voir Fiche technique et Distribution.
Confessions of Boston Blackie est un film américain réalisé par Edward Dmytryk, sorti en 1941.

## Synopsis
Pendant une vente aux enchères portant sur des œuvres d'art inestimables, un homme se fait assassiner. Boston Blackie est désigné comme le coupable idéal mais menant son enquête il va mettre à jour un important réseau de racket et trouver le véritable meurtrier.

## Fiche technique
- Titre : Confessions of Boston Blackie
- Réalisation : Edward Dmytryk
- Scénario : Jay Dratler et Paul Yawitz
- Direction artistique : Lionel Banks
- Photographie : Philip Tannura
- Montage : Gene Milford
- Société de production : Columbia Pictures
- Pays d'origine : États-Unis
- Format : Noir et blanc - 1,37:1 - Mono
- Genre : policier
- Date de sortie : 1941

## Distribution
- Chester Morris : Boston Blackie
- Harriet Nelson : Diane Parrish
- Richard Lane : Inspecteur Farraday
- George E. Stone : l'avorton
- Lloyd Corrigan : Arthur Manleder
- Joan Woodbury : Mona
- Walter Sande : Détective Mathews